# Păunul-Indianul (super-roi de galaxii)
Super-roiul de galaxii Păunul-Indianul este un super-roi de galaxii învecinat cu Super-roiul de galaxii local. Super-roiul conține patru roiuri de galaxii principale :
- Abell 3627
- Abell 3656
- Abell 3698
- Abell 3742